# Мальчик и мир
«Мальчик и мир» (порт. O Menino e o Mundo) — бразильский полнометражный анимационный фильм 2013 года, снятый Але Абреу и совмещающий рисованную и компьютерную анимацию. По сюжету представляет собой фильм о взрослении — историю маленького мальчика, отец которого уезжает от семьи, и мальчик отправляется за ним в интересное и опасное путешествие. В фильме почти нет диалогов; произносимая речь является проигранным задом наперёд португальским, письменные тексты также представляют собой португальский язык в зеркально перевёрнутом виде.
Премьера фильма состоялась 20 сентября 2013 года на фестивале анимационного кино в Оттаве. Фильм получил благоприятные отзывы и завоевал ряд призов на кинофестивалях, а также вошёл в число пяти номинантов на звание лучшего анимационного полнометражного фильма на 88-й церемонии вручения наград премии «Оскар».

## Сюжет
Маленький мальчик по имени Кука живёт с родителями в сельской местности. Он проводит время на улице, наблюдая за природой, иногда они с отцом смотрят на звёздное небо по вечерам, а его отец играет на дудочке. Однако однажды отец собирает вещи и уезжает на поезде, вероятно в город в поиски работы. Кука скучает по нему. Он кладёт в большой чемодан общую фотографию с родителями и сам идёт на станцию, где ждёт поезд, но засыпает.
Кука просыпается в доме старика с собакой, который возит тележку и собирает на ней урожай хлопка вместе с десятками таких же бедняков. По дороге к полю Кука, сидя в тележке, видит парад танцующих и поющих людей, в том числе человека в разноцветном пончо. На поле владелец осматривает работников, выгоняя пожилых и слабых, в числе них оказывается и старик, с которым приехал Кука. Они направляются в другое место, где растёт огромное дерево. Кука забирается на дерево и неожиданно видит в проезжающем по шоссе автобусе с рабочими своего отца. Он бежит за автобусом, с которого падает бумажка с рисунком фабрики.
По рисунку Кука находит фабрику, на которой происходит обработка хлопка. Вечером Кука следует за одним из рабочих к нему домой. На следующее утро рабочий идёт на базар, где выступает в качестве уличного музыканта. В это время Кука, увлечённый калейдоскопом, идёт вперёд, не видя, что перед ним. Он попадает в контейнер с хлопковой тканью, который грузят на огромную баржу. Длинная вереница барж плывёт в город с более развитой цивилизацией. Там контейнеры разгружают, и из них как будто без помощи человека вылетают рулоны ткани, из которых затем шьётся одежда. Одежда загружается в те же контейнеры, которые на баржах отправляются обратно в город, из которого отплывал Кука. Он снова находит мужчину-рабочего и присоединяется к нему. Ночью они идут на фабрику, где мужчина в потайном помещении шьёт разноцветное пончо. На следующий день владельцы фабрики устанавливают огромного робота, который теперь выполняет всю работу. Рабочих увольняют и направляют на хлопковые поля. По дороге Кука видит вдали такой же поезд, на котором когда-то уехал его отец. Он бежит к поезду, но оттуда выходят десятки людей, выглядящих точно как его отец. Тем временем полиция разгоняет танцующих и поющих людей, эта схватка сопровождается схваткой разноцветной и чёрной птиц в небе. Побеждает чёрная птица. Показана вырубка лесов и следующая за ней экологическая катастрофа (в этих сценах использованы хроникальные кадры).
Кука возвращается к дереву, под которым он когда-то расстался со стариком. Становится понятно, что старик это сам Кука много лет спустя, а дерево растёт возле дома его родителей. Когда-то, будучи молодым человеком, Кука ушёл из дома, посадив перед этим саженец, который затем превратился в дерево. Старик Кука бродит по своему полуразрушенному дому, надев разноцветное пончо. Вокруг появилось много новых домов, дети оттуда играют на улице. Фильм завершается сценой, в которой маленький Кука с родителями сажает семечко в землю, которое в будущем превратится в маленькое деревце, а затем в огромное дерево.

## Роли озвучивали
- Винисиус Гарсиа — Кука
- Фелипе Зильс — молодой человек
- Але Абреу — старик
- Лу Хорта — мать
- Марко Аурелио Кампос — отец

## Создание
Работа над фильмом началась в 2010 году, при этом первоначально предполагалось, что это будет документальный филмь с элементами анимации, под названием called Canto Latino, который будет посвящён социальным, политическим и экономическим аспектам развития Латинской Америки и влиянию на неё глобализации.
Для создания изображения использовались цветные карандаши, восковые карандаши, краски и коллажи.

## Награды
- Фестиваль анимационного кино в Оттаве — почётное упоминание как лучший анимационный фильм[11]
- Фестиваль в Рио-де-Жанейро — почётное упоминание
- Фестиваль в Сан-Паулу — молодёжная награда[12]
- Фестиваль анимации в Лиссабоне — лучший анимационный фильм[13]
- Международный фестиваль анимационных фильмов в Анси — лучший фильм и приз зрительских симпатий[14]
- Всемирный фестиваль анимационных фильмов в Загребе — гран-при за лучший фильм[15]
- Премия «Энни» — лучший независимый анимационный фильм (первый лауреат данной премии)[16]

## Отзывы
Фильм получил хвалебные отзывы. На Rotten Tomatoes у него 93 % одобрительных отзывов.